# ウェックスフォード県
ウェックスフォード県（愛: Contae Loch Garman、英: County Wexford）は、アイルランド東部、レンスター地方の県。2016年の人口は148,531人。

## 主な都市
- ウェックスフォード（県都）